# Keystoneïta
La keystoneïta és un mineral de la classe dels òxids, que pertany al grup de la zemannita. Rep el nom de la mina Keystone, als Estats Units, la seva localitat tipus.

## Característiques
La keystoneïta és un tel·lurit de fórmula química Mg₀.₅NiFe³⁺(Te⁴⁺O₃)₃(H₂O)₄. Cristal·litza en el sistema hexagonal. És l'anàleg de níquel de la kinichilita i la zemannita, i l'anàleg de níquel i ferro de la ilirneyita.
Segons la classificació de Nickel-Strunz, la keystoneïta pertany a «04.JM - Tel·lurits sense anions addicionals, amb H₂O» juntament amb els següents minerals: blakeïta, emmonsita, kinichilita, zemannita, graemita, teineïta.

## Formació i jaciments
Va ser descoberta a la mina Keystone, situada al districte de Magnòlia del comtat de Boulder, a Colorado (Estats Units). També ha estat descrita a la propera mina Mountain Lion, a la mina McAlpine (Comtat de Tuolumne, Califòrnia) i a la mina Zod (Província de Gegharkunik, Armènia).